# Liste der Monuments historiques in Vilcey-sur-Trey
Die Liste der Monuments historiques in Vilcey-sur-Trey führt die Monuments historiques in der französischen Gemeinde Vilcey-sur-Trey auf.

## Liste der Immobilien
| Bezeichnung                 | Beschreibung                                                                                                 | Standort                  | Kennzeichnung | Schutzstatus   | Datum     | Bild           |
| --------------------------- | --- | ------------------------- | ------------- | -------------- | --------- | -------------- |
| Abtei Sainte-Marie-aux-Bois | ehemaliges Prämonstratenserkloster, vor 1140 gegründet, 1790 aufgehoben; Kirche und Konventsgebäude, um 1150 | nördlich des Ortes (Lage) | PA00106434    | Inscrit Classé | 1926 1929 | weitere Bilder |

## Liste der Objekte
| Bezeichnung                         | Beschreibung                                                              | Standort                       | Kennzeichnung | Schutzstatus | Datum | Bild |
| ----------------------------------- | ------------------------------------------------------------------------- | ------------------------------ | ------------- | ------------ | ----- | ---- |
| Wandvertäfelung                     | Eichenholz, 17. oder 18. Jahrhundert; aus der Abtei Sainte-Marie-aux-Bois | in der Kirche St-Martin (Lage) | PM54000981    | Classé       | 1927  |      |
| Hauptaltar                          | Eichenholz, farbig gefasst und vergoldet, 17. oder 18. Jahrhundert        | in der Kirche St-Martin (Lage) | PM54000982    | Classé       | 1927  |      |
| Skulptur Madonna mit Kind           | Lindenholz, vergoldet, 17. oder 18. Jahrhundert                           | in der Kirche St-Martin (Lage) | PM54000984    | Classé       | 1927  |      |
| Skulptur Heiliger Nikolaus          | Lindenholz, vergoldet, 17. oder 18. Jahrhundert                           | in der Kirche St-Martin (Lage) | PM54000985    | Classé       | 1927  |      |
| Kanzel                              | Eichenholz, 17. oder 18. Jahrhundert; aus der Abtei Sainte-Marie-aux-Bois | in der Kirche St-Martin (Lage) | PM54000983    | Classé       | 1927  |      |
| Reliquienskulptur Heiliger Johannes | Eichenholz, 17. oder 18. Jahrhundert                                      | in der Kirche St-Martin (Lage) | PM54000986    | Classé       | 1927  |      |
| Reliquienskulptur Heiliger Bruno    | Eichenholz, 17. oder 18. Jahrhundert                                      | in der Kirche St-Martin (Lage) | PM54000987    | Classé       | 1927  |      |